# 페피콘 (루체른주)

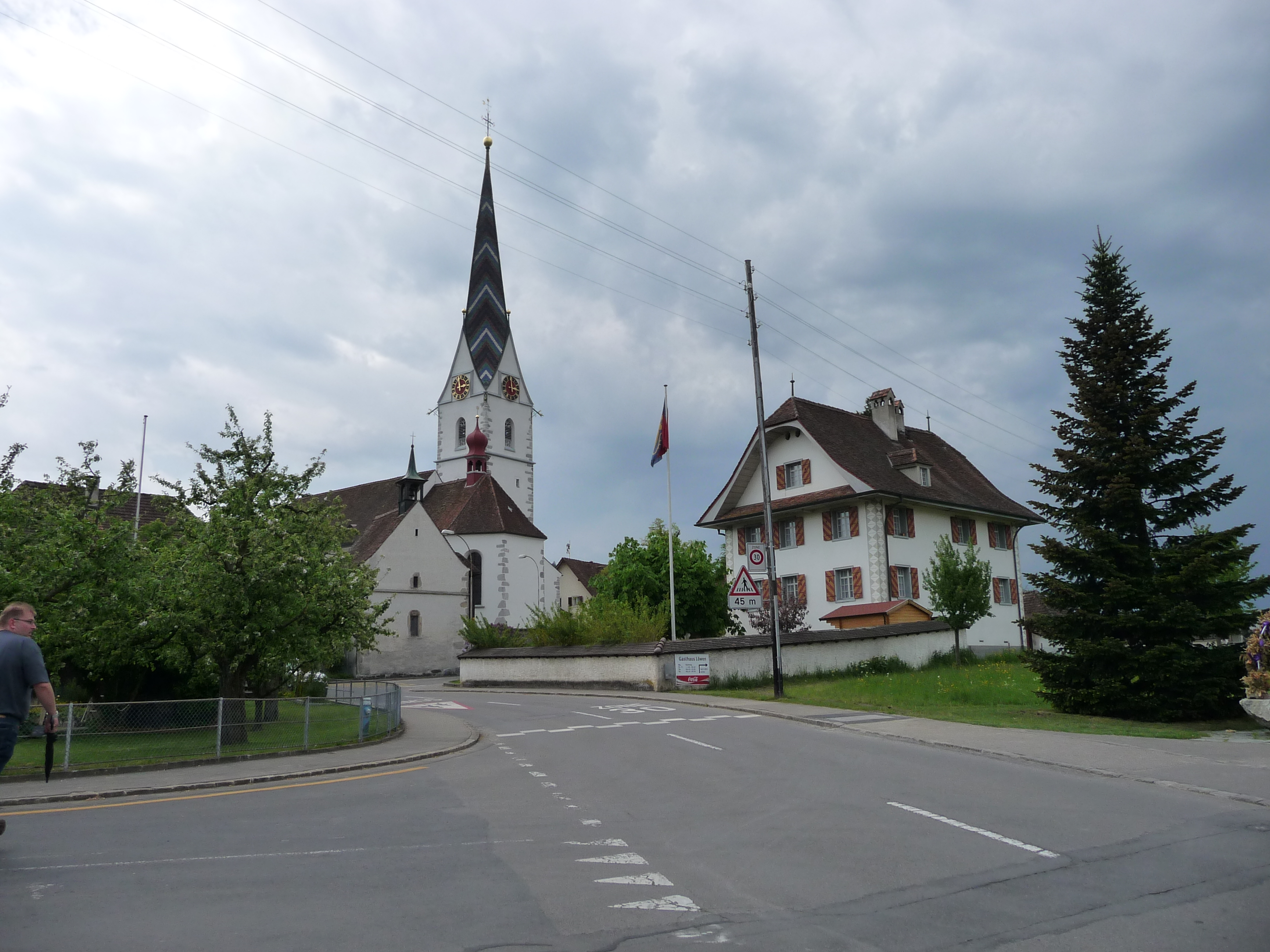
페피콘

페피콘(독일어: Pfeffikon)은 스위스 루체른주에 위치한 도시로 면적은 2.49km2, 높이는 542m, 인구는 738명(2010년 기준), 인구 밀도는 300명/km2이다.

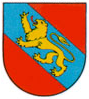
시 문장

## 인구
역사적 인구는 다음의 표와 같다:
| 연도       | 인구    |
| ---------- | ------- |
| 1456       | ca. 110 |
| about 1695 | ca. 342 |
| 1850       | 496     |
| 1900       | 438     |
| 1950       | 527     |
| 2000       | 686     |